# Castillo de la Verrerie (Cher)

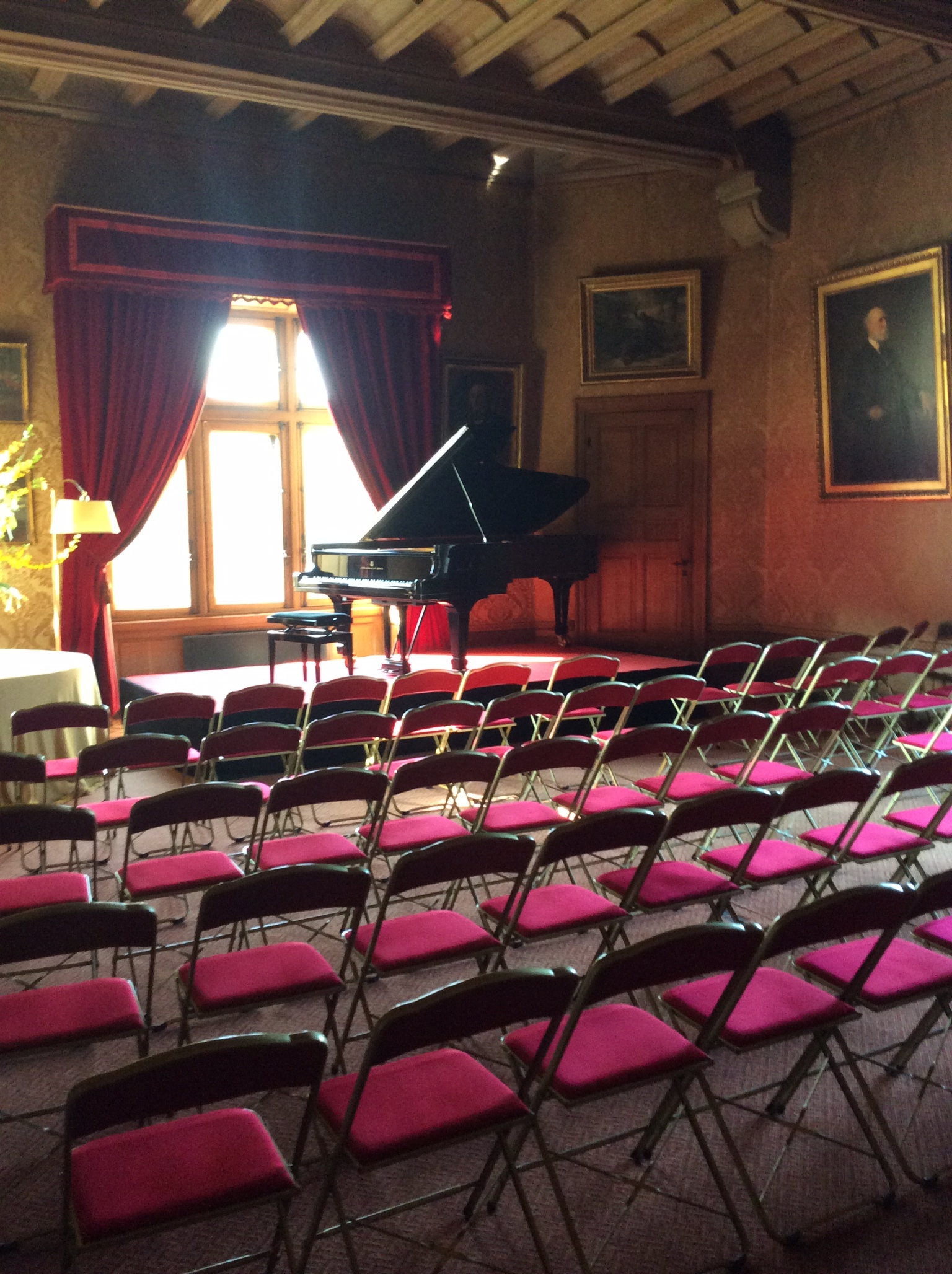
Sala de Concierto y piano Steinway del château de La Verrerie.

El castillo de La Verrerie(en francés: Château de La Verrerie) es un château francés situado en la comuna de Oizon, departamento de Cher (en la región de Centro-Val de Loira), en el límite entre las provincias históricas del Berry y la Sologne, cerca de un estanque alimentado por el río Nére que separa el bosque de Cleffy del de la Aumone.
El castillo  fue objeto de una inscripción al título de los monumentos históricos en 1947 y en 1987 fue también objeto de una clasificación. No forma parte, pese a estar cerca, del conjunto de castillos del Loira que fueron declarados Patrimonio de la Humanidad por la Unesco, como «Valle del Loira entre Sully-sur-Loire y Chalonnes», en 2000.

## Historia
El nombre «La Verrerie» no aparece hasta el final del: siglo XV y refleja la existencia en ese momento de una pequeña fábrica de vidrio. Esta fábrica está atestiguada desde el siglo XVII a 1815-1820.

### Los Estuardo
En 1422, Carlos VII como parte de la Auld Alliance  entre Francia y Escocia donó el condado de Aubigny a Juan Estuardo de Darnley (1365–1429), conde de Darnley, llegado a Francia a luchar con una pequeña tropa de caballeros escoceses en la batalla de Bauge, en el Anjou.
A finales del siglo XV, Béraud Stuart, nieto de Jean Stuart, hizo erigir a su regreso de la campaña de Italia, el  corps du logis de ladrillo y piedra de estilo Luis XII, así como la capilla. Enviado en una misión secreta por Luis XII ante el rey Jaime IV de Escocia, murió en 1508 cerca de Edimburgo.
En 1525, Robert Stuart, yerno de Béraud y compañero de armas de Bayard, construyó la galería «Renaissance».
El castillo permaneció en manos de los descendientes de Jean Stuart hasta 1670, cuando murió el último Stuart d'Aubigny. Y como  estaba previsto en el acto de la donación de Carlos VII, el castillo volvió a la corona de Francia.

### Los Lennox
En ese momento, el heredero del señorío era el rey Carlos II de Inglaterra, también un descendiente de Jean Stuart, pero Luis XIV no reconoció esta sucesión y puso su mano sobre Aubigny.
En 1684 Luis XIV, ante la demanda de Carlos II que hacía valer que esta tierra había pertenecido a sus antepasados los Estuardo, concedió a Louise Renée de Penancoët de Kérouaille —entonces duquesa de Portsmouth y amante de Carlos II y espía de la Corona francesa— la condición de duquesa de Aubigny y par de Francia: el ducado-par de Aubigny fue constituido a partir de la castellanía de Aubigny-sur-Nère y sus dependencias. De hecho, en 1685, tras la muerte del rey Carlos II, Louise de Kérouaille, dejó apresuradamente Londres, donde abandonó todas sus posesiones. Los títulos no habían sido registrados y se perdieron con la muerte de la duquesa en 1734, antes de ser objeto de títulos de relieve en 1777 para los herederos de la duquesa, es decir los hijos ilegítimos de Carlos II.
En 1734, el ducado de Aubigny pasó luego al hijo que había tenido de Carlos II,  Carlos Lennox, duque de Lennox y de Richmond. Sus descendientes conservaron el castillo de La Verrerie hasta el comienzo del siglo XIX. El duque Charles Lennox se negó a pagar los derechos de sucesión por este dominio y fue subastado.
El 25 de mayo de 1842, el castillo fue adquirido en subasta por Léonce de Vogüé  quien se instaló en el con su gran familia.
Desde 1892, el marqués Louis de Vogüé hizo una ampliación basada en un proyecto del arquitecto parisino Ernest Sanson. En 1895, construyó el ala sur que alberga las salas de recepción y la mayoría de las habitaciones.
En 1993, Béraud de Vogüé, que regresaba de una larga estadía en Canadá, se convirtió en el propietario. Béraud de Vogüé es el actual presidente de Ruta Jacques-Coeur.

## Protecciones
El castillo fue objeto de una inscripción en el título de los monumentos históricos  desde el 24 de febrero de 1926. Algunas partes más antiguas del castillo se clasificaron por orden de 27 de enero de 1987: las fachadas y tejados de la puerta del châtelet  y de la cuerpo de edificación Este, que data de finales del siglo XV, la capilla y la galería del siglo XVI y las fachadas y las cubiertas de la parte del siglo XIX.

## Arquitectura
El corps de logis, la capilla y la poterna son del estilo Luis XII y fueron construidos por Béraut Stuart al final del siglo XV. El ala sur con galería también de estilo renacentista fue agregada alrededor de 1525 por Robert Stuart y Jacqueline de la Queille. La escalera de caracol está destacada de la fachada, una característica de la arquitectura renacentista francesa.
Algunas modificaciones y ampliaciones se hicieron en 1894.]

## Conciertos
El castillo programa una serie de prestigiosos conciertos de música clásica titulados «Les Rencontres Musicales de La Verrerie» con un piano Steinway de concierto. Ya ha acogido a los siguientes músicos: Frédéric Aguessy, Racha Arodaky, Giovanni Bellucci, Boris Berezovsky, David Bismuth, Philippe Cassard, Bertrand Chamayou, Frédéric Chiù, Jean-Philippe Collard, Marc Coppey, Henri Demarquette, Eric Heidsieck, Jean-Jacques Kantorow, Cyprien Katsaris, Vahan Mardirossian, Géry Moutier, Kun-Woo Paik, Anne Queffélec, Muza Rubackyte, Alexandre Tharaud, Cédric Tiberghien, Frédéric Vaysse-Knitter, Pierre-Alain Volondat, François Weigel, Zhu Xiao-Mei.

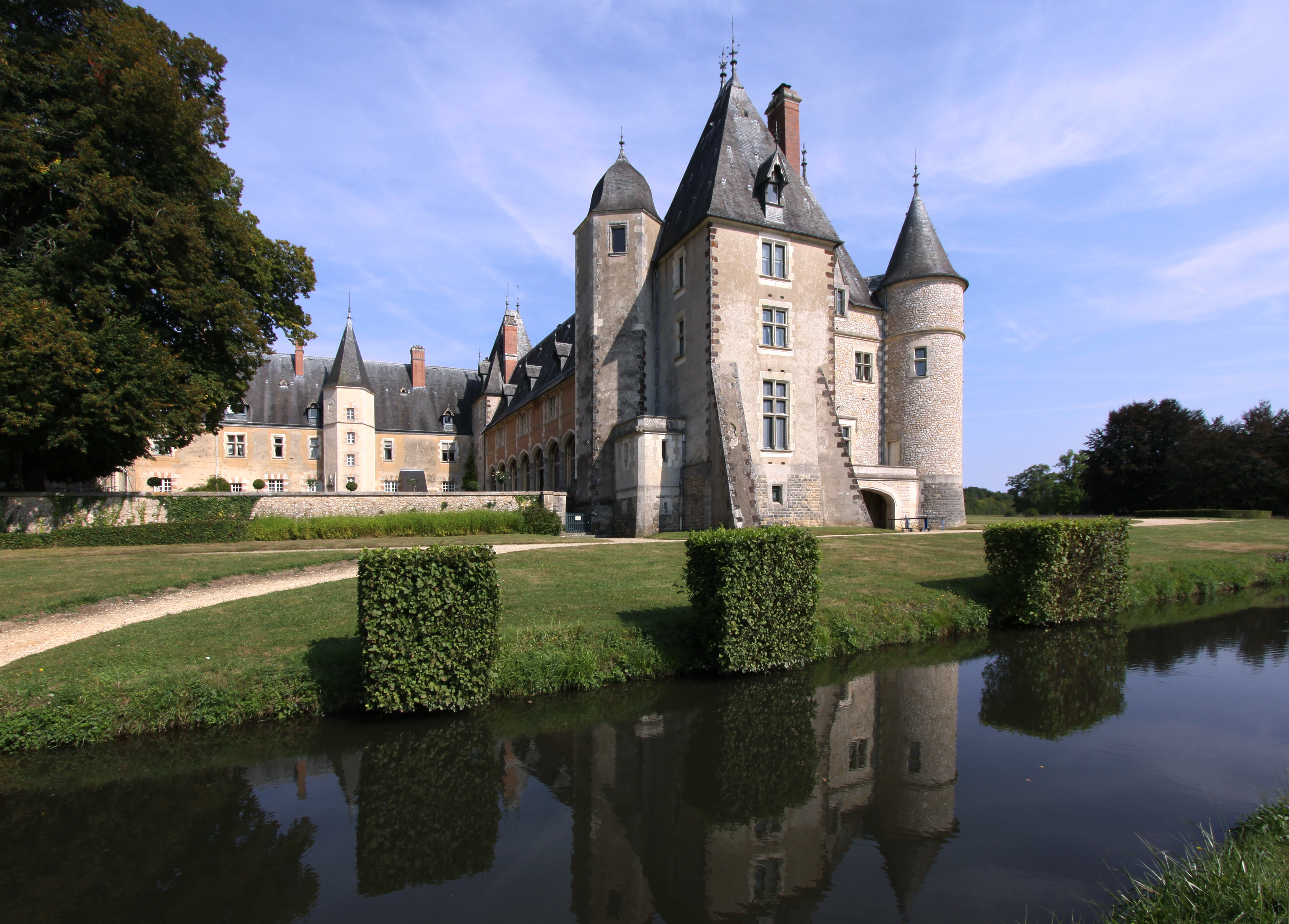
Vista hacia el patio del castillo abierto hacia un lado
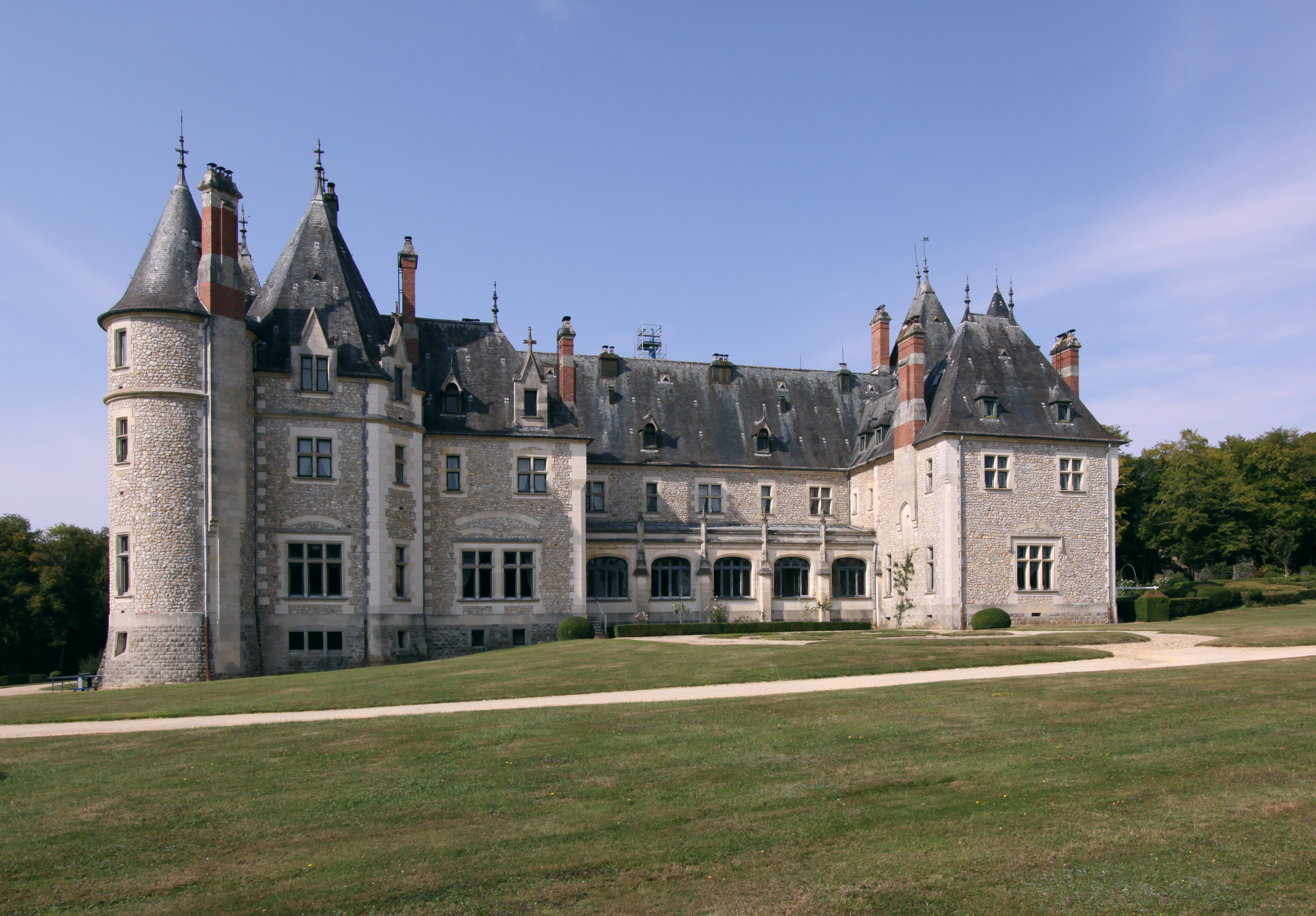
Vista del lado del parque
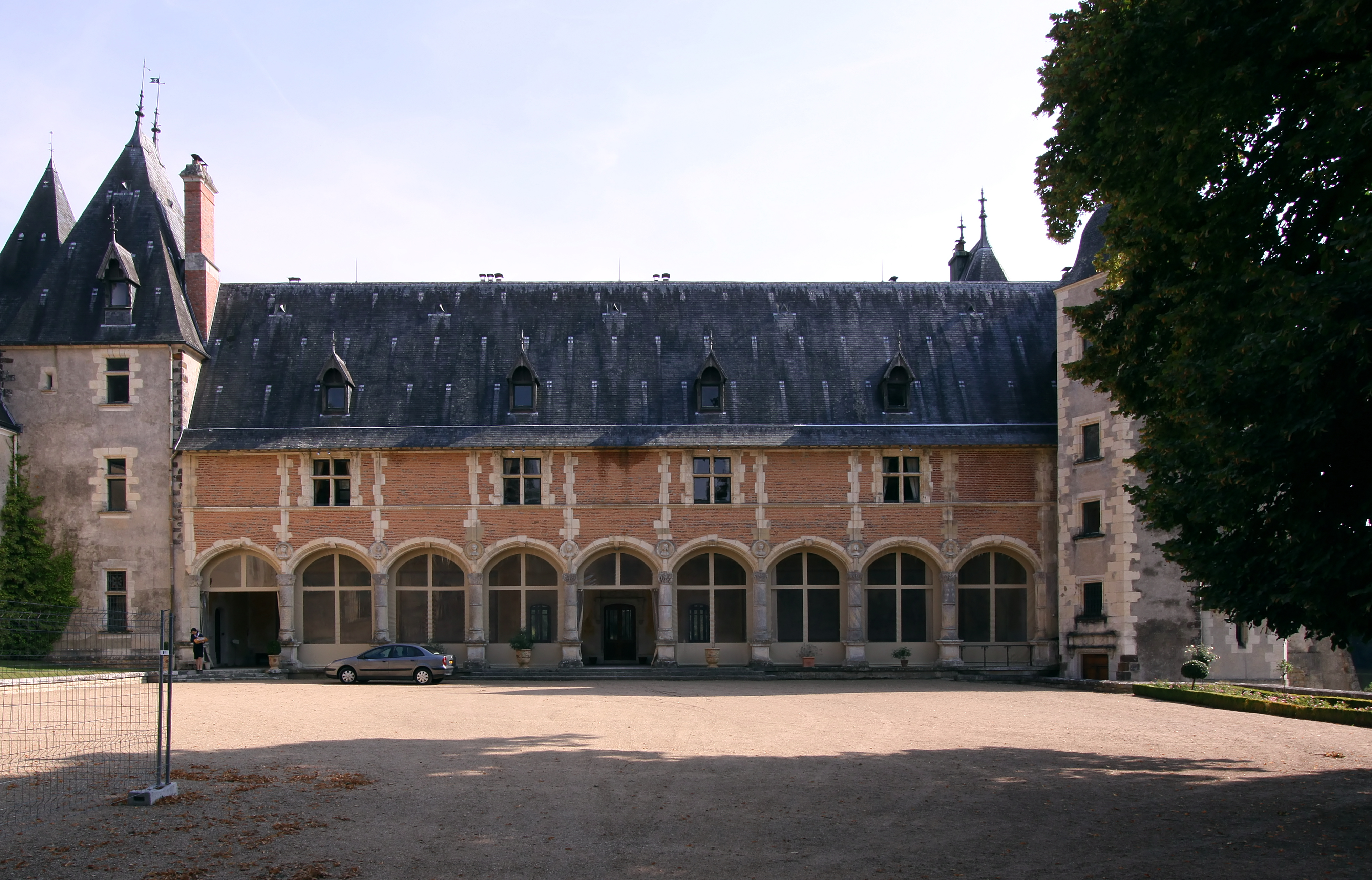
Edificio residencial con galería
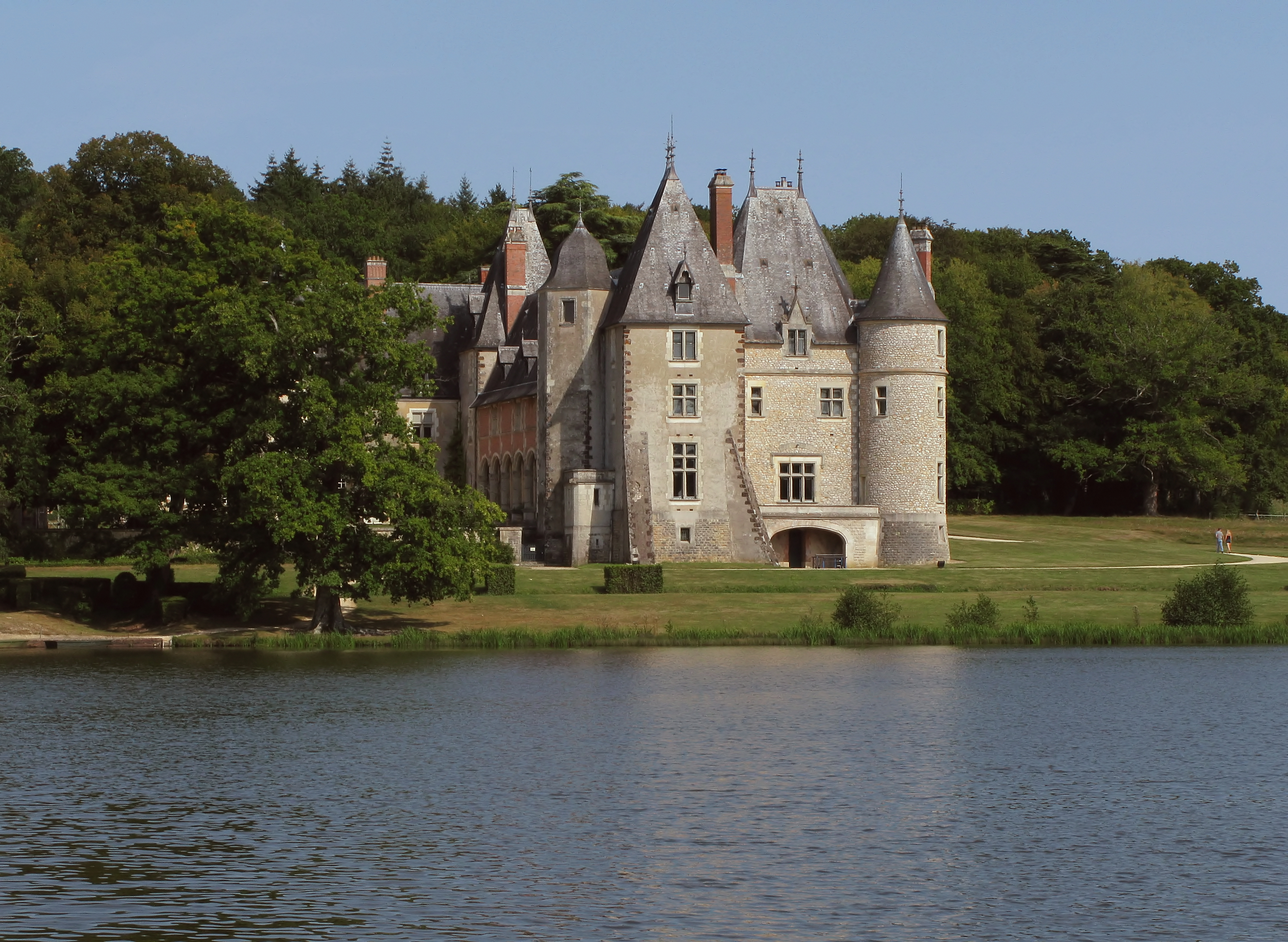
Vista sobre el estanque